# Tychowo (gemeente)
De gemeente Tychowo is een landgemeente in het Poolse woiwodschap West-Pommeren, in powiat Białogardzki.
De zetel van de gemeente is in Tychowo.
Op 30 juni 2004 telde de gemeente 7057 inwoners.
De gemeente beslaat 41,5% van de totale oppervlakte van de powiat.

## Demografie
Stand op 30 juni 2004:
| Omschrijving                   | Totaal | Totaal | Vrouwen | Vrouwen | Mannen | Mannen |
| ------------------------------ | ------ | ------ | ------- | ------- | ------ | ------ |
| eenheid                        | aantal | %      | aantal  | %       | aantal | %      |
| inwoners                       | 7057   | 100    | 3492    | 49,5    | 3565   | 50,5   |
| bevolkingsdichtheid (inw./km²) | 20,1   | 20,1   | 10      | 10      | 10,2   | 10,2   |

De gemeente heeft 14,6% van het aantal inwoners van de powiat. In 2002 bedroeg het gemiddelde inkomen per inwoner 1400,39 zł.

## Plaatsen
- Tychowo

Administratieve plaatsen (sołectwo) van de gemeente Tychowo:
- Borzysław, Bukówko, Dobrowo, Drzonowo Białogardzkie, Dzięciołowo, Modrolas, Motarzyn, Osówko, Pobądz, Sadkowo, Stare Dębno, Trzebiszyn, Tyczewo en Warnino.

Zonder de status sołectwo :
- Bąbnica, Borzysław-Kolonia, Buczki, Bukowo, Czarnkowo, Doble, Dobrochy, Dobrówko, Dzięciołowo, Giżałki, Głuszyna, Kikowo, Kowalki, Kościanka, Krosinko, Liśnica, Nowe Dębno, Podborsko, Radzewo, Retowo, Rozłazino, Rudno, Skarszewice, Sławomierz, Słonino, Smęcino, Solno, Trzebiec, Ujazd, Wełdkowo, Wełdkówko, Wicewo, Zaspy Wielkie, Zastawa, Żukówek.

## Aangrenzende gemeenten
Barwice, Białogard, Bobolice, Grzmiąca, Połczyn-Zdrój, Świeszyno